# Jaouad Gharib
Jaouad Gharib, Arabisch جوعاد غريب (Khénifra, 22 mei 1972) is een Marokkaanse langeafstandsloper, die is gespecialiseerd in de marathon. Hij werd in deze discipline tweemaal wereldkampioen en won olympisch zilver.

## Loopbaan
In 2003 won Gharib de marathon bij de wereldkampioenschappen atletiek in Parijs. Met een tijd van 2:08.31 bleef hij de Spanjaard Julio Rey zeven tellen voor. Op de Olympische Spelen van 2004 in Athene eindigde hij op een elfde plaats. In 2005 prolongeerde hij zijn wereldtitel op de WK van 2005 in Helsinki. Ditmaal eindigde het weer in een close finish. Hij finishte in 2:10.10 en de Tanzaniaan Christopher Isegwe werd tweede in 2:10.21.
Op de Olympische Spelen van 2008 in Peking behaalde Jaouad Gharib op de mannenmarathon een tweede plaats in 2:07.16. Van alle deelnemers wist de Marokkaan het langst in het kielzog te blijven van de ontketende winnaar, de Keniaan Samuel Wanjiru, die met zijn tijd van 2:06.32 een olympisch record vestigde.
Het jaar erna liep Gharib tijdens de marathon van Londen opnieuw in het kielzog van Wanjiru, maar zat bij de finish ook de Ethiopiër Tsegay Kebede er nog tussen. De tijden waren zeer goed: Wanjiru won in de tijd van 2:05.10, een parcoursrecord. Kebede werd tien seconden later tweede, terwijl de als derde finishende Gharib 2:05.27 voor zich liet noteren, zijn beste tijd ooit. In augustus 2009 stond hij ook ingeschreven voor de marathon tijdens de WK in Berlijn, maar hier verscheen hij niet aan de start.

## Titels
- Wereldkampioen marathon - 2003, 2005

## Persoonlijke records
Baan
| Onderdeel | Prestatie | Datum        | Plaats |
| --------- | --------- | ------------ | ------ |
| 3000 m    | 7.39,22   | 9 juli 2001  | Nice   |
| 5000 m    | 13.19,69  | 13 juli 2001 | Oslo   |
| 10.000 m  | 27.29,51  | 18 juni 2001 | Praag  |

Weg
| Onderdeel      | Prestatie | Datum            | Plaats   |
| -------------- | --------- | ---------------- | -------- |
| 15 km          | 42.05     | 21 maart 2010    | Lissabon |
| 20 km          | 57.03     | 21 maart 2010    | Lissabon |
| halve marathon | 59.59     | 22 maart 2009    | Lissabon |
| 25 km          | 1:13.58   | 24 augustus 2008 | Peking   |
| 30 km          | 1:29.18   | 24 augustus 2008 | Peking   |
| marathon       | 2:05.27   | 26 april 2009    | Londen   |

Indoor
| Onderdeel   | Prestatie | Datum            | Plaats     |
| ----------- | --------- | ---------------- | ---------- |
| 3000 m      | 7.51,59   | 14 maart 2003    | Birmingham |
| 2 Eng. mijl | 8.29,23   | 17 februari 2002 | Birmingham |
| 10.000 m    | 28.02,09  | 10 februari 2002 | Gent       |

## Palmares

### 3000 m
- 2003: 12e WK indoor - 8.01,01

### 5000 m
- 2002:  Lisbon International Meeting - 13.20,59

### 10.000 m
- 2001:  Rabat - 27.50,3
- 2001:  Josef Odlozil Memorial in Praag - 27.29,51
- 2001:  Middellandse Zeespelen - 28.58,97
- 2001: 11e WK - 28.05,45
- 2002: 8e Afrikaanse kamp. in Tunis - 28.57,12

### 10 km
- 2004:  Corrida van Houilles - 28.29
- 2004: 4e San Silvestro Boclassic in Bolzano - 28.54,4
- 2006:  Corribianco in Bianco - 29.39
- 2008:  Giro al Sas in Trento - 28.57
- 2008:  Corrida van Houilles - 28.54
- 2008: 4e San Silvestro in Bolzano - 29.22,8

### halve marathon
- 2001:  halve marathon van Safi - 1:01.36
- 2001: 9e WK in Bristol - 1:01.41
- 2002:  WK in Brussel - 1:00.42
- 2003:  halve marathon van Johannesburg - 1:02.24
- 2004: 4e halve marathon van Lissabon - 59.56
- 2005: 5e halve marathon van Lissabon - 1:04.14
- 2006: 4e Great North Run - 1:02.41
- 2007:  halve marathon van Lissabon - 1:00.41
- 2007:  halve marathon van Lissabon - 1:02.05
- 2009:  halve marathon van Lissabon - 59.59
- 2009:  Great North Run - 1:00.04
- 2010:  Great North Run - 1:02.00

### marathon
- 2003: 6e marathon van Rotterdam - 2:09.15
- 2003:  WK - 2:08.31
- 2004:  Londen Marathon - 2:07.12
- 2004: 11e OS - 2:15.12
- 2005:  Londen Marathon - 2:07.49
- 2005:  WK - 2:10.10
- 2006: 8e Londen Marathon - 2:08.45
- 2006:  marathon van Fukuoka - 2:07.19
- 2007: 4e Londen Marathon - 2:07.54
- 2007:  Chicago Marathon - 2:11.11
- 2008:  OS - 2:07.16
- 2009:  marathon van Londen - 2:05.27
- 2009:  New York City Marathon - 2:10.25
- 2010:  Londen Marathon - 2:06.55
- 2010:  marathon van Fukuoka - 2:08.24
- 2011: 6e marathon van Londen - 2:08.26
- 2011: 5e New York City Marathon - 2:08.26
- 2012: 5e marathon van Londen - 2:07.44
- 2013:  marathon van Warschau - 2:10.11

### veldlopen
- 2002: 10e WK lange afstand in Dublin - 35.57
- 2003: 4e Cross Internacional de Italica in Sevilla - 32.01
- 2003:  Marokkaanse kamp. in Boujad - 32.40
- 2003: 23e WK lange afstand in Avenches - 38.06

1983 Robert de Castella ·
1987 Douglas Wakiihuri ·
1991 Hiromi Taniguchi ·
1993 Mark Plaatjes ·
1995 Martín Fiz ·
1997 Abel Anton ·
1999 Abel Anton ·
2001 Gezahegne Abera ·
2003 Jaouad Gharib ·
2005 Jaouad Gharib ·
2007 Luke Kibet ·
2009 Abel Kirui ·
2011 Abel Kirui ·
2013 Stephen Kiprotich ·
2015 Ghirmay Ghebreslassie ·
2017 Geoffrey Kirui ·
2019 Lelisa Desisa ·
2022 Tamirat Tola ·
2023 Victor Kiplangat